# Angiola (California)
Angiola es un área no incorporada ubicada en el condado de Tulare en el estado estadounidense de California.

## Geografía
Angiola se encuentra ubicada en las coordenadas 35°59′21″N 119°28′33″O / 35.98917, -119.47583.